# 테아노역
테아노(이탈리아어: Teano) 역은 로마 지하철 C선의 역이다. 로마 시내 프레스티노첸토첼레 구의 서쪽 끝에 위치한 가르데니에 광장에 자리해 있다. 테아노 로에 위치해 있고 고르디아니 로와 프레네스티나 로와도 가까우며, 이 부근은 학교와 스포츠센터가 자리한 지역이다. 테아노 로와 파르테노페 대로에서 걸어갈 수 있다.
역 대합실에는 지상과 통하는 유리창을 내어 햇빛이 반사된다. 이 공간은 상업공간과 문화 행사를 위해 꾸며진 곳이다..

## 역사
2007년부터 로마-판타노 선의 종점 구간을 로마 지하철 C선으로 편입시키기 위한 전환 공사를 위해 폐쇄되었으며, 2015년 1월에 공사가 마무리되었다. 이후 2015년 6월 29일에 문을 열었다.

## 역 시설
- 매표기

## 환승
- 버스 정류장 (ATAC 운영 노선)